# Please Stay
A Please Stay című dal az ausztrál énekesnő és dalszerző Kylie Minogue 2000. december 11-én megjelent dala 7. Light Years című stúdióalbumáról. A dalt Richard Stannard, Julian Gallagher és John Trehmis írták. A produceri munkálatokat Stannard és Gallagher végezték. A "Please Stay" egy diszkó stílusú dal laton pop elemekkel. A dal pozitív kritikákat kapott a zenekritikusoktól. 
Kereskedelmi szempontból a dal a 10. helyezett volt a brit kislemezlistán az Egyesült Királyságban, és Ausztráliában is, ahol az Ausztrál Hanglemezkiadók Szövetsége (ARIA) arany minősítéssel jutalmazta a több mint 35.000 eladott példányszámot. A kislemezhez videót is forgattak, melyet James Frost és Alex Smith rendezett. A klipben Minogue távozik egy hálószobából, hogy meglátogassa a bulizókat egy föld alatti helyiségben. A dalt Minogue előadta a KylieFever2002 és Showgirl: The Greatest Hits Tour turnéállomásain. 

## Előzmények
A "Please Stay" című dalt Kylie Minogue, Richard Stannard, Julian Gallagher és John Themis írta, a producer pedig Stannard és Gallagher voltak. A dal egy diszkó stílusú dal erős latin-pop stílusú elemekkel. 

## Összetétel
Peter Robinson az NME-től dicsérte a dalt, mert "szellős kis szám, hasonlóan Kylie-hez". A Dooyoo weboldal is pozitívan értékelte a dalt: A "Please Stay egy könnyed, gyors akusztikus hangzású dal, melyet a dübörgő ütem támaszt alá Minogue megnyugtató, hívogató énekhangjával, mely magával ragad, és olyan érzést kelt benned, mintha Párizs romantikus utcáin száguldoznál".
A "Please Stay" mérsékelt sikert ért el világszerte. A dal a 15. helyen debütált Minogue szülőföldjén, Ausztráliában, de nem maradt sokáig a slágerlistákon. A dalt azonban az Ausztrál Hanglemezgyártók Szövetsége arany minősítéssel díjazta. A dal a 69. helyen debütált a holland kislemezlistán, de a következő héten a 77. helyen esett ki. A dal Svédországban a 47. volt, és három hétig maradt helyezett. A dal a 10. volt a brit kislemezlistán, mely az egyik magasabb helyezése volt a dalnak, de nem jutott tovább, de így is hét hétig volt a brit kislemezlistán.

## Videoklip

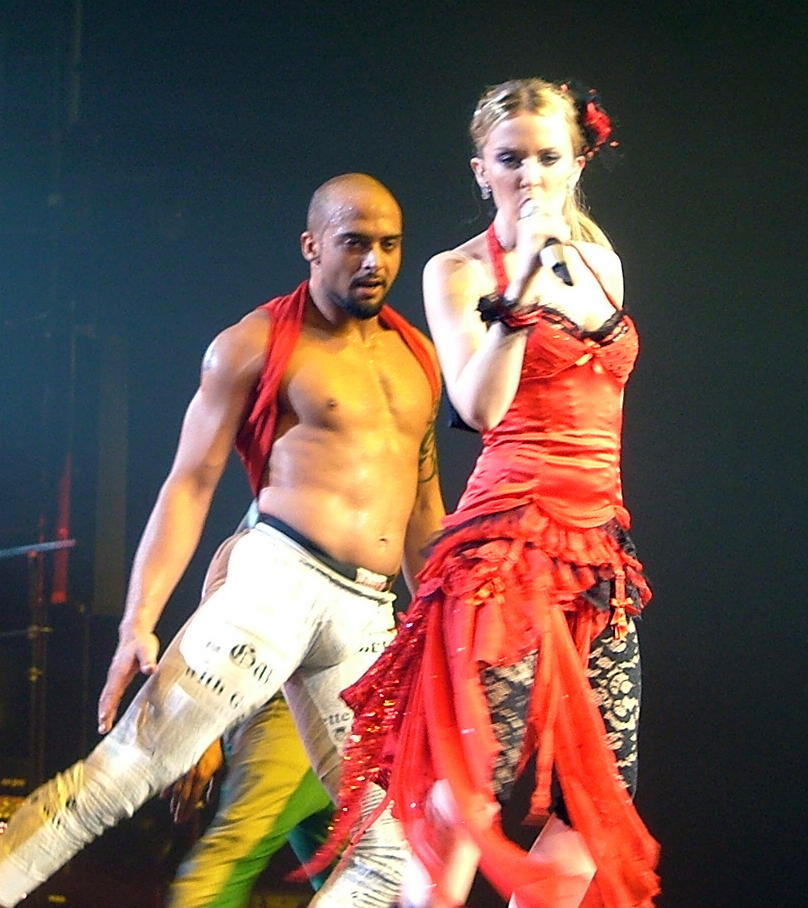
Minogue előadja a "Please Stay"-t a Showgirl: The Greatest Hits Tour (2005) turnén Párizsban.

A videoklipet James Frost és Alex Smith rendezték. A klip azzal kezdődik, hogy Minogue autót vezet éjszaka, majd egy kerek forgó ágyon fekszik arany selyem mini ruhában. Az első rész után Minogue felkel az ágyból, hogy felfedjen egy falon belüli tűzoltóoszlop nyílást. Majd később megjelenik egy bulizókkal teli földalatti helyiségben, és aranyruhája egyforma pirosra változik. Minogue elkezd táncolni a bulizókkal egy biliárdasztal mellett, amíg a klip el nem tűnik a "Light Years" albumborítóval ellátott flipper képei közül.

## Élő előadások
Minogue a Spinning Around és a "Please Stay" egyvelegét adta elő a Royal Veriety Performance-en, amelyet 2000. december 17-én dugárzott a BBC One Televízió. A dalt a KylieFever2002 turnén is előadta az "In Your Eyes" egyveleg részeként, amely tartalmazta a címadó dalt és a "Rhythm of the Night"-ot is. 2005-ben ismét felkerült a dal a Showgirl: The Greatest Hits Tour setlistájára, a What Kylie Wants, Kylie Gets szekcsió részeként. Minogue nem tudta befejezni a turnét, mivel korai mellrákot diagnosztizáltak nála, és le kellett mondania a turné ausztrál szakaszát. A dal előadása felkerült a 2005-ben megjelent Showgirl video albumára is.

## Formátumok és számlista
| Ausztrál és UK CD1, UK kazetta single 1. "Please Stay" 2. "Santa Baby" 3. "Good Life" Ausztrál és UK CD2 1. "Please Stay" 2. "Please Stay" (7th District Club Flava mix) 3. "Please Stay" (Hatiras Dreamy dub) 4. "Please Stay" (video) | Európai enhanced CD single 1. "Please Stay" 2. "Santa Baby" 3. "Please Stay" (video) UK 12-inch bakelit A1. "Please Stay" (7th District club dub) B1. "Please Stay" (Hatiras Dreamy dub) B2. "Please Stay" (7th District Club Flava mix) |

## Slágerlista
| Slágerlista (2000–2001)               | Legjobb helyezések |
| ------------------------------------- | ------------------ |
| Ausztrália (ARIA)                     | 15                 |
| 7                                     |                    |
| Belgium (Ultratip Flanders)           | 10                 |
| Belgium (Ultratip Wallonia)           | 13                 |
| Croatia (HRT)                         | 5                  |
| Europe (Eurochart Hot 100)            | 42                 |
| Írország (IRMA)                       | 34                 |
| Hollandia (Single Top 100)            | 69                 |
| Poland (Polish Airplay Chart)         | 16                 |
| Skócia (Scottish Singles Top 40)      | 10                 |
| Svédország (Sverigetopplistan)        | 47                 |
| Egyesült Királyság (UK Singles Chart) | 10                 |

## Minősítések
| Régió                                                       | Minősítés | Eladott példányszám |
| ----------------------------------------------------------- | --------- | ------------------- |
| Ausztrália (ARIA)                                           | arany     | 35 000^             |
| ^ Kiszállítási példányszámok kizárólag a minősítés alapján. |           |                     |

## Megjelenések
| Ország             | Dátum              | Formátum(ok) | Label(s)          | Ref.   |
| ------------------ | ------------------ | ------------ | ----------------- | ------ |
| Ausztrália         | 2000. december 11. | CD           | Festival Mushroom | [ 17 ] |
| Egyesült Királyság | 2000. december 11. | CD kazetta   | Parlophone        | [ 18 ] |
| Új-Zéland          | 2001. április 2.   | CD           | Festival Mushroom | [ 19 ] |